# .swiss
Pour les articles homonymes, voir Swiss.
.swiss est un domaine de premier niveau générique (gTLD) pour la Suisse. Cette initiative vise à augmenter le domaine de premier niveau national .ch traditionnel (ccTLD).
C’est l'Office fédéral de la communication (OFCOM) qui est chargé d’exploiter le domaine .swiss, il a débuté la phase de lancement le 7 septembre 2015. L’exploitation normale a débuté le 11 janvier 2016.
Ce nom de domaine n'est disponible que pour les personnes ou organisations qui répondent à l'une des quatre conditions suivantes :
- les entreprises inscrites au registre du commerce possédant leur siège et un site administratif physique en Suisse
- les collectivités publiques de droit public suisses
- les associations et fondations suisses[5]
- depuis le 24 avril 2024, les personnes physiques de nationalité suisse ou domiciliées en Suisse[6].

## Statistiques d'usage
En janvier 2025, environ 23 000 domaines utilisent l'extension .swiss.